# Slobodan Santrač
Slobodan Santrač (Koceljeva, RFS de Yugoslavia, 1 de julio de 1946-Belgrado, Serbia, 13 de febrero de 2016) fue un jugador y entrenador de fútbol yugoslavo y serbio. Es el máximo goleador de la historia de la Primera Liga yugoslava, con 218 goles, así como de la historia del OFK Belgrado. Tras poner fin a su carrera como jugador, Santrač entrenó a una serie de clubes y equipos nacionales. En la Copa Mundial de 1998, celebrada en Francia, consiguió llegar a la fase final de la competición con la selección de Yugoslavia.

## Carrera

### Como jugador
Nacido en Koceljeva, Santrač comenzó su carrera en el Metalac Valjevo a inicios de la década de 1960. Posteriormente, fichó por el OFK Belgrado en el año 1965. Jugó durante nueve temporadas con la camiseta de este club. En ese período de tiempo, disputó 244 partidos de liga disputados y anotó 169 goles. Asimismo, fue el máximo goleador de la Primera Liga de Yugoslavia en cuatro ocasiones —1968, 1970, 1972 y 1973—. Asimismo, se proclamó campeón de la Copa en 1966, gracias a un doblete suyo en la final, disputada contra el Dinamo de Zagreb.
En 1974, después de completar el servicio militar obligatorio, Santrač se fue al extranjero y fichó por el Grasshopper, un equipo de la ciudad suiza de Zürich. Fue el máximo goleador del club en las dos campañas que disputó vistiendo su camiseta. No obstante, en el ecuador de la temporada 1975-76 regresó al OFK Belgrado. Fue transferido al Partizan durante el mercado invernal de 1978. Con este equipo consiguió ganar el campeonato liguero. Disputó otras dos temporadas con el equipo de la capital serbia y fichó por el FK Zemun para la temporada 1980-81.
Pese a ser un delantero prolífico a lo largo de toda su carrera, Santrač no consiguió asentarse en el equipo nacional. Disputó un total de ocho partidos —tan solo 110 minutos— con la selección yugoslava entre 1966 y 1974. Anotó un gol en un amistoso contra Suecia en un partido que terminó con empate a uno en el marcador.

### Carrera como entrenador
Santrač comenzó su carrera como entrenador al mando de la selección nacional en diciembre de 1994, cuando el país se encontraba aún bajo las sanciones impuestas por la Organización de las Naciones Unidas. Permaneció en el cargo durante cerca de cuatro años y consiguió clasificar al equipo para la fase final de la Copa Mundial de 1998, celebrada en Francia. Posteriormente, Santrač se trasladó a China y se hizo cargo del Shandong Luneng, conjunto con el que consiguió el doblete en 1999. Además, también fue entrenador de las selecciones nacionales de Arabia Saudita (2001) y Macedonia (2005).
Santrač tuvo dos hijos, Aleksandar y Nenad, con su mujer Biljana. Falleció el 13 de febrero de 2016, a los 69 años de edad, como consecuencia de un ataque cardíaco. 

## Estadísticas

### Club
| Club                | Temporada           | Liga     | Liga  | Competición continental | Competición continental | Total    | Total |
| Club                | Temporada           | Partidos | Goles | Partidos                | Goles                   | Partidos | Goles |
| ------------------- | ------------------- | -------- | ----- | ----------------------- | ----------------------- | -------- | ----- |
| OFK Belgrado        | 1965–66             | 26       | 20    | 0                       | 0                       | 26       | 20    |
| OFK Belgrado        | 1966–67             | 28       | 12    | 2                       | 0                       | 30       | 12    |
| OFK Belgrado        | 1967–68             | 28       | 22    | 0                       | 0                       | 28       | 22    |
| OFK Belgrado        | 1968–69             | 34       | 16    | 6                       | 9                       | 40       | 25    |
| OFK Belgrado        | 1969–70             | 31       | 20    | 0                       | 0                       | 31       | 20    |
| OFK Belgrado        | 1970–71             | 32       | 19    | 0                       | 0                       | 32       | 19    |
| OFK Belgrado        | 1971–72             | 34       | 33    | 4                       | 2                       | 38       | 35    |
| OFK Belgrado        | 1972–73             | 28       | 25    | 8                       | 5                       | 36       | 30    |
| OFK Belgrado        | 1973–74             | 3        | 2     | 0                       | 0                       | 3        | 2     |
| OFK Belgrado        | Total               | 244      | 169   | 20                      | 16                      | 264      | 185   |
| Grasshoppers        | 1974–75             | 24       | 17    | 4                       | 2                       | 28       | 19    |
| Grasshoppers        | 1975–76             | 18       | 12    | 2                       | 2                       | 20       | 14    |
| Grasshoppers        | Total               | 42       | 29    | 6                       | 4                       | 48       | 33    |
| OFK Belgrado        | 1975–76             | 6        | 5     | 0                       | 0                       | 6        | 5     |
| OFK Belgrado        | 1976–77             | 29       | 11    | 0                       | 0                       | 29       | 11    |
| OFK Belgrado        | 1977–78             | 5        | 1     | 0                       | 0                       | 5        | 1     |
| OFK Belgrado        | Total               | 40       | 17    | 0                       | 0                       | 40       | 17    |
| Partizan            | 1977–78             | 16       | 11    | 0                       | 0                       | 16       | 11    |
| Partizan            | 1978–79             | 29       | 14    | 1                       | 0                       | 30       | 14    |
| Partizan            | 1979–80             | 18       | 4     | 0                       | 0                       | 18       | 4     |
| Partizan            | Total               | 63       | 29    | 1                       | 0                       | 64       | 29    |
| Galenika Zemun      | 1980–81             | 14       | 9     | 0                       | 0                       | 14       | 9     |
| Galenika Zemun      | 1981–82             | 24       | 19    | 0                       | 0                       | 24       | 19    |
| Galenika Zemun      | 1982–83             | 18       | 3     | 0                       | 0                       | 18       | 3     |
| Galenika Zemun      | Total               | 56       | 31    | 0                       | 0                       | 56       | 31    |
| Total de su carrera | Total de su carrera | 445      | 275   | 27                      | 20                      | 472      | 295   |

### Internacional
| Selección de Yugoslavia | Selección de Yugoslavia | Selección de Yugoslavia |
| Año                     | Partidos                | Goles                   |
| ----------------------- | ----------------------- | ----------------------- |
| 1966                    | 3                       | 1                       |
| 1967                    | 0                       | 0                       |
| 1968                    | 0                       | 0                       |
| 1969                    | 0                       | 0                       |
| 1970                    | 0                       | 0                       |
| 1971                    | 0                       | 0                       |
| 1972                    | 4                       | 0                       |
| 1973                    | 0                       | 0                       |
| 1974                    | 1                       | 0                       |
| Total                   | 8                       | 1                       |

## Palmarés

### Como jugador
OFK Belgrado
- Copa de Yugoslavia: 1965–66

Partizan
- Primera Liga de Yugoslavia: 1977–78

Galenika Zemun
- Segunda Liga de Yugoslavia: 1981–82

### Como entrenador
Shandong Luneng
- Liga Jia-A: 1999
- Copa FA de China: 1999

### Individual
Como jugador
- Máximo goleador de la Primera Liga de Yugoslavia: 1967–68, 1969–70, 1971–72, 1972–73

Como entrenador
- Entrenador del año de la Asociación de Fútbol de China: 1999